# Nüll García
Nüll García (Madrid, 1986) es una actriz y directora española. En 2021, ganó el Festival de Cortos contra la Violencia de Género que organiza la Diputación Provincial de Jaén con su obra Ferrotipos.

## Trayectoria
Se licenció en Interpretación textual en 2009 por la Real Escuela Superior de Arte Dramático (RESAD). Posteriormente, completó su formación con Andrés Lima, Ángel Gutiérrez y Catalina Lladó. Ha trabajado como actriz en numerosas obras de teatro (como La Gaviota, Crimen y castigo o Esperando a Godot), series de televisión (como La piel azul o Acacias 38), largometrajes y cortometrajes. 
En 2019, junto a Catalina Lladó, Alba Flores y otras actrices, fundaron la compañía de teatro La Extraña, con la que investigan el trabajo del dramaturgo y poeta alemán Bertolt Brecht y han representado su obra La excepción y la regla.
En 2016, se estrenó en la dirección con su primera obra titulada Nada Grave. En 2020, dirigió su segundo cortometraje que lleva por título Ferrotipos, protagonizado por Susana Abaitua, Alba Flores y Adolfo Fernández, y en el que García denuncia la vulnerabilidad de las mujeres en la sociedad. Con esta obra ganó, entre otros, los premios al Mejor Cortometraje en la Semana del Cortometraje de la Comunidad de Madrid y en la Semana de Cine de Medina del Campo, y los premios del público en el Festival Internacional de Cine de Huesca y en Festival de Cine de Alcalá de Henares (ALCINE).
En 2022, creó junto a la escritora y activista Silvia Agüero, con el apoyo actoral de Pamela Palenciano, el monólogo teatral No soy tu gitana en el Teatro del Barrio que deconstruye la histórica imagen pública de las mujeres gitanas desde 1499 hasta la actualidad. García dirige a Agüero en esta obra cuyo nombre está inspirado en el título de la película documental I Am Not Your Negro (No soy tu negro), basada en la obra del escritor y activista por los derechos civiles estadounidense James Baldwin.

## Reconocimientos
En 2020, García recibió por su obra Ferrotipos el premio al Mejor Cortometraje en la Semana del Cortometraje de la Comunidad de Madrid y el Premio Madrid en Corto. En la Semana de Cine de Medina del Campo recibió el Premio Especial del Jurado. También recibió el Premio del Público en el Festival de Cine de Alcalá de Henares y en el Festival Internacional de Cine de Huesca. 
Ese mismo año, fue galardonada con el Premio Cineasta “Esteban Gallego” al Mejor Cortometraje Español en el Festival Internacional del Cortometraje de San Roque y en el Festival de Cortometrajes contra la Violencia de Género que organiza la Diputación Provincial de Jaén. En 2021, también por Ferrotipos, García recibió el premio a la Mejor Dirección en el Skyline Benidorm Film Festival.
En julio de 2022, dentro de la 37ª edición del festival de cine internacional Cinema Jove, Nüll consiguió el premio Proyecto Cortometraje Movistar+/ Pecera Estudio/ Free your mind por el guion del cortometraje Malegro verte, que protagonizará junto a Alba Flores. Con este mismo cortometraje obtiene el Premio Almagro del Festival Internacional del cine en septiembre de 2023.

## Obra[17]

### Como actriz
- 2014 – La mujer que hablaba con los muertos. César del Álamo. La tumba sin nombre
- 2022 – À mon tour

### Como guionista
- 2023 – Malegro verte. Cortometraje

### Como directora
- 2020 – Nada grave. Cortometraje
- 2020 – Ferrotipos. Cortometraje
- 2022 – No soy tu gitana. Monólogo teatral
- 2023 – Malegro verte. Cortometraje